# Haleem

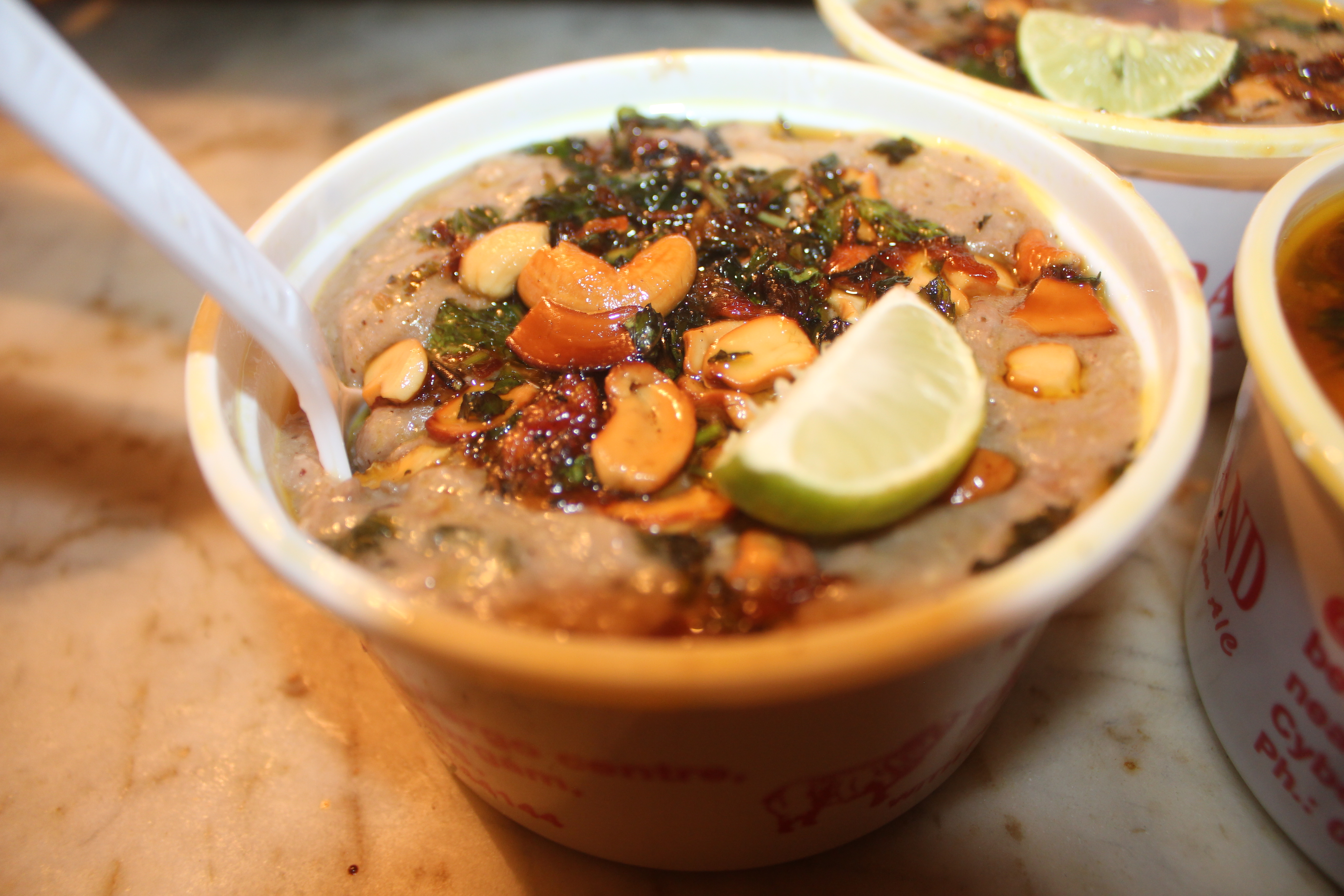
El haleem es un tentempié popular

El haleem es un guiso popular en Oriente Medio, Asia Central y Asia del Sur. Aunque el plato varía de una región a otra, siempre incluye trigo o cebada, carne y, a veces, lentejas. Las variaciones populares incluyen keşkek en Turquía, Irán, Azerbaiyán y el norte de Irak, hareesa en el mundo árabe y Armenia, halim en Bangladés, khichra en Pakistán y la India y Hyderabad, haleim en Telangana, India.

## Composición
El haleem está hecho de trigo, cebada, carne (por lo general carne picada de res, de cordero o pollo), lentejas y especias, a veces también se usa arroz. Este plato se cocina a fuego lento durante siete a ocho horas, lo que da como resultado una consistencia similar a la pasta, mezclando los sabores de las especias, la carne, la cebada y el trigo.

## Origen
El origen del haleem se encuentra en el popular plato árabe conocido como harees (también escrito como jareesh). Según Shoaib Daniyal, escribiendo en The Sunday Guardian, la primera receta escrita de harees se remonta al siglo X, cuando el escriba árabe Abu Muhámmad al-Muzáffar ibn Sayyar compiló un libro de cocina de platos populares entre los "reyes y califas, los señores y los líderes de Bagdad". "La versión descrita en su Kitab al-tabikh (Libro de recetas), el libro de cocina árabe más antiguo del mundo que sobrevive, es sorprendentemente similar a la que las personas en el Medio Oriente comen hasta el día de hoy", informó. The Harees fue preparado mientras el imperio árabe se extendía a diferentes partes del mundo.